# 永野義秀
永野 義秀（ながの よしひで、1969年6月3日 - ）は、日本のフェンシング選手。
中央大学理工学部卒業。1992年バルセロナオリンピックに出場した。
息子は現フェンシング選手である永野雄大。
2020年4月、NEXUS FENCING CLUBシニアコーチ就任。

## オリンピック結果
1992年バルセロナオリンピック|フルーレ男子個人|予選敗退|
1994年アジア競技大会広島|男子フルーレ個人|2位|